# 789
Năm 789 là một năm trong lịch Julius.